# Ginástica nos Jogos Olímpicos de Verão de 1904 - Exercícios combinados
A final masculina dos exercícios combinados da ginástica artística nos Jogos Olímpicos de Verão de 1904 contou com a participação de um número não documentado de atletas e foi realizada no dia 28 de outubro de 1904.

## Medalhistas
| Ouro   | USA Anton Heida  |
| Prata  | USA George Eyser |
| Bronze | USA William Merz |

## Aparelhos disputados
- Barra fixa
- Barras paralelas
- Salto sobre o cavalo
- Cavalo com alças

## Final
Sem a fase classificatória, os ginastas competiram diretamente pelas medalhas. Apenas cinco colocações ficaram registradas.
| Pos.              | Ginasta       | Nação              | Total   | PB     | HB     | VT     | PH     |
| ----------------- | ------------- | ------------------ | ------- | ------ | ------ | ------ | ------ |
| Medalha de ouro   | Anton Heida   | USA Estados Unidos | 161,000 | 43,000 | 40,000 | 36,000 | 42,000 |
| Medalha de prata  | George Eyser  | USA Estados Unidos | 152,000 | 44,000 | 39,000 | 36,000 | 33,000 |
| Medalha de bronze | William Merz  | USA Estados Unidos | 135,000 | -      | -      | 31,000 | 29,000 |
| 4                 | John Duha     | USA Estados Unidos | -       | 40,000 | -      | -      | -      |
| 5                 | Edward Hennig | USA Estados Unidos | -       | -      | 40,000 | -      | -      |